# Aleuria reperta
Aleuria reperta är en svampart som beskrevs av Boud. 1894. Aleuria reperta ingår i släktet Aleuria och familjen Pyronemataceae.   Inga underarter finns listade i Catalogue of Life.